# Theodora Petraliphaina
Theodora Petraliphaina (mittelgriechisch Θεοδώρα Πετραλίφαινα), auch Theodora von Arta (Αγία Θεοδώρα της Άρτας) (* um 1225 in Servia; † nach 1270 in Arta) war eine griechische Nonne. In den orthodoxen Kirchen wird sie als Heilige verehrt.

## Herkunft
Theodora Petraliphaina, mit vollem Namen Theodora Dukaina Petraloiphaina Basilissa genannt, entstammte der byzantinischen Adelsfamilie Petraliphas, die ihre Herkunft und ihren Namen nach Niketas Choniates von dem Normannen Peter von Alife ableitet.
Dieser stammte aus dem Geschlecht Drengot, die zeitweise die mächtigste Familie in Süditalien waren, da sie neben dem Fürstentum Capua (1058) eine ganze Reihe von Grafschaften, darunter Alife, beherrschte. Die Nachkommen Peters von Alife genossen daher auch in Konstantinopel hohes Ansehen. Der vermutliche nähere Stammvater der Familie, Alexios Petraliphas, diente Kaiser Manuel I. Komnenos als General und war mit Anna Komnene (Rogeria) verheiratet. Diese war eine Tochter des Johannes Roger Dalassenos, der 1143 als Prätendent auf den Thron von Byzanz auftrat und gleichfalls normannischer Abstammung war, und der Maria Komnene, einer Tochter des Kaisers Johannes II. von Byzanz war.
Theodora war eine Tochter des Johannes Petraliphas, der byzantinischer Gouverneur von Thessalien und Makedonien war und den Titel Sebastokrator trug, der Verwandten der kaiserlichen Familie vorbehalten war.
Von Theodoras Mutter ist nur der Vorname, Helena, nicht aber die Familie bekannt.

## Leben
Die Umstände des Lebens Theodoras sind aus einer kurzen Hagiographie bekannt, die von einem Mönch verfasst wurde – vermutlich von dem Geistlichen Job Jasites, der Ende des 13. Jahrhunderts lebte.
Theodora wurde in Servia in Westmakedonien (Griechenland) nach 1224 geboren und um 1230/31 – noch als Kind – mit Michael II. Komnenos Dukas Angelos (* 1205; † 1266/67), dem Herrscher über das Despotat Epirus und über das mittelalterliche Thessalien (1231) verheiratet. Dieser stammte jedoch weder aus dem Kaiserhaus der Komnenen noch aus dem der Dukas, sondern war der außereheliche Sohn eines außerehelichen Sohnes aus dem kaiserlichen Haus der Angeloi, der es bevorzugte, die Familiennamen seiner vornehmeren väterlichen Großmutter (Komnenos) bzw. Urgroßmutter (Dukas) zu tragen.

### Residenz
Nach ihrer Vermählung 1230/31 lebte sie in der Hauptstadt von Epirus Arta, dem antiken Ambraica, das 295 vor Chr. schon Pyrrhus zur Hauptstadt seines Reiches gemacht hatte. Die fürstliche Residenz in der Theodora lebte, wurde – wohl nicht ohne ihre Mitwirkung – während der Herrschaft ihres Ehemannes Michael II. um die Mitte des 13. Jahrhunderts erbaut. Dieser „Frourion“ genannte Palast überlebte den Sturm der Zeiten und beherrscht weiterhin das Stadtbild von Arta, wenn auch heute in einer etwas profaneren Form: als Touristenhotel „Xenia“. Trotzdem ist er ein beachtliches Beispiel byzantinischer Architektur – und zugleich eine fortbestehende Erinnerung an Theodora und ihre Zeit.

### Politische Wirrnisse

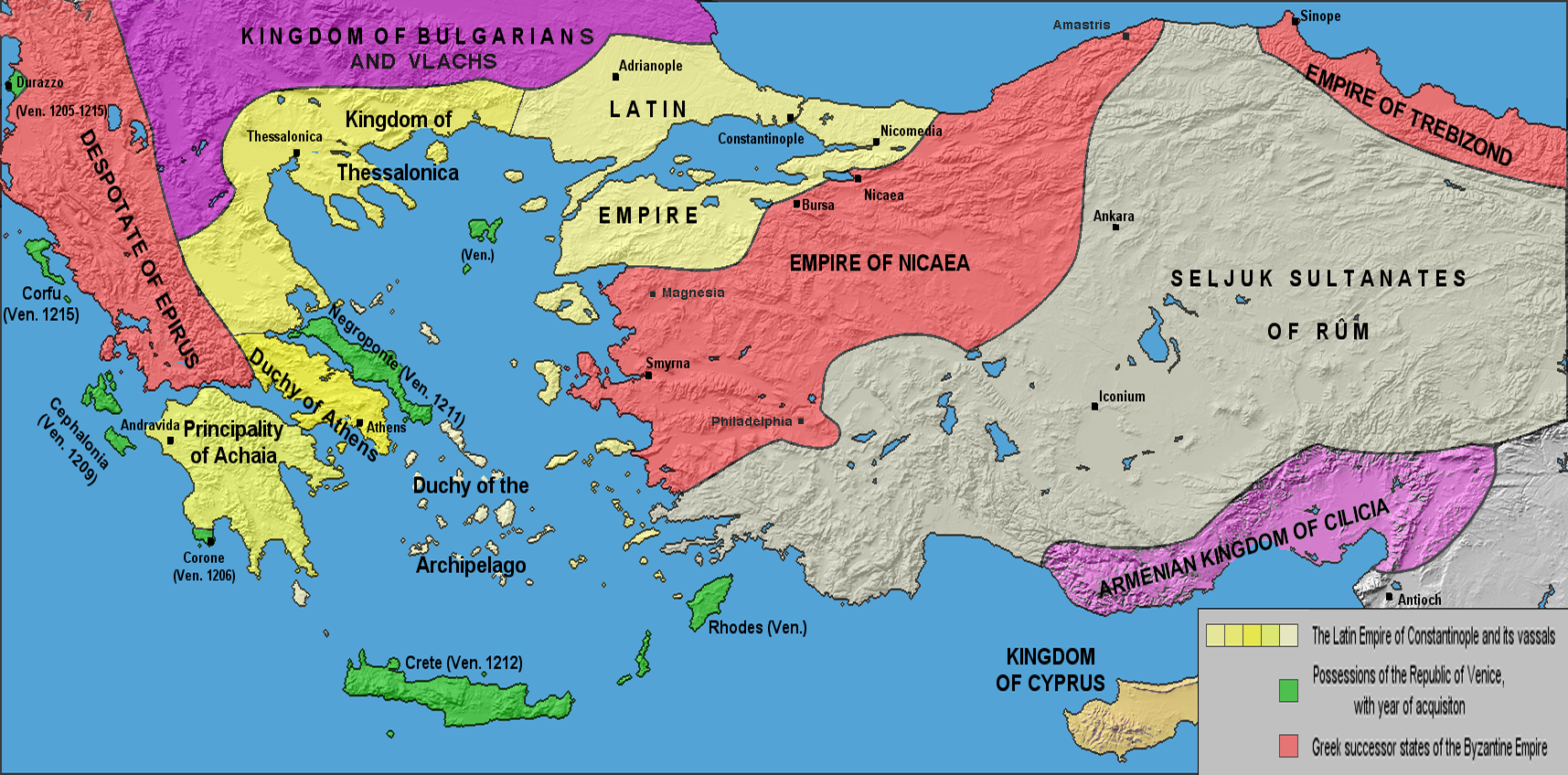
Die Staatenwelt der Romania nach dem 4. Kreuzzug 1204

Theodora lebte in unruhigen Zeiten; die Herrschaft ihres Mannes war keineswegs gesichert. Nach der Ermordung seines Vaters, Michael I. Komnenos Dukas Angelos des ersten Despoten von Epirus (1204–1214), im Jahre 1214 musste er sechzehn Jahre im Exil verbringen, da sein Onkel, Theodoros I. Komnenos Dukas Angelos die Herrschaft über Epirus an sich gerissen hatte. Dieser eroberte 1224 in Abwesenheit des jugendlichen Königs, Demetrius von Montferrat, das von den Kreuzfahrern unter Bonifatius I. von Montferrat 1205 geschaffene Königreich Thessaloniki, ließ sich – in übersteigerter Selbsteinschätzung – 1226 zum Kaiser von Byzanz im Exil krönen, in der Hoffnung, das 1204 vom Vierten Kreuzzug zerschlagene Byzantinische Reich wieder aufzurichten. Michael II. verdankte seine Herrschaft schließlich zwei Umständen: der vernichtenden Niederlage die sein Onkel, Kaiser Theodoros I. Angelos 1230 in der Schlacht von Klokotniza an der Mariza gegen den bulgarischen Zaren Iwan Assen II. (1218–1241) erlitt und dabei in bulgarische Gefangenschaft geriet. Erst dadurch hatte Michael II. die Möglichkeit, in das von seinem Vater Michael I. Komnenos Dukas Angelos 1204 geschaffene Despotat Epirus zurückkehren zu können, außerdem der 1230/31 geschlossenen Ehe mit Theodora, da deren Familie im Herrschaftsgebiet von Epirus über eine beachtliche Hausmacht verfügte und es ihm dadurch erleichterte, sich dort als Herrscher durchzusetzen.
Zu Theodoras Lebenszeit spielte sich die Endphase des Ringens um die Wiederherstellung des 1204 zerschlagenen Byzantinischen Reiches ab. Dabei standen sich das lateinische Kaiserreich von Konstantinopel, das byzantinische Kaiserreich Nikaia der Laskariden, das Gegenkaiserreich Thessaloniki der Angeloi, das Kaiserreich Trapezunt der Großkomnenen und das Bulgarische Reich der Asseniden gegenüber.
Theodoras neue Heimat – das Despotat Epirus der Angeloi stand dabei am Rand, versuchte von laufenden Entwicklungen zu profitieren, war jedoch immer wieder in seiner eigenen Existenz und Unabhängigkeit gefährdet.
Entscheidend für das Überleben des Despotats Epirus war der Umstand, dass sich die rivalisierenden Mächte, die sich in buntem Reigen abwechselnd verbündeten und bekriegten, in gegenseitigen Kriegen aufrieben und durch Nachfolgeprobleme behinderten:
- Das lateinische Kaiserreich von Konstantinopel war seit 1228 durch das Ableben des Kaisers Robert von Courtenay geschwächt, da die Krone auf seinen noch minderjährigen Bruder Balduin II. übergegangen war.[9]
- Das „Kaiserreich“ von Thessaloniki, das bisher auch Epirus beherrscht hatte, wurde nach erfolgreicher Expansion im Jahre 1230 von den Bulgaren unter Zar Iwan Assen II. in der Schlacht von Klokotniza vernichtend geschlagen und schied damit aus den Kampf um Konstantinopel aus.
- das bulgarische Reich erlebte dadurch einen Höhenflug, da es Thessalien, Makedonien und weite Teile Thrakiens seiner Kontrolle oder seinem Einfluss unterwarf – und damit das Fortbestehen des unabhängigen Despotats Epirus bedrohte. Dieser Aufstieg endete jedoch kurz nach dem vergeblichen Versuch, 1236 gemeinsam mit dem Kaiserreich Nikaia unter Kaiser Johannes III. Dukas Vatatzes Konstantinopel zu erobern. Nach einem Wechsel der Allianz zu den Lateinern und einer Konfrontation mit dem Kaiserreich Nikaia veranlasste ein böses Omen Iwan Assen II. 1237 dazu, mit Nikaia Frieden zu schließen. Statt dadurch Frieden zu finden, folgte kurz darauf die Invasion der Mongolen, die ihn 1241 zur Unterwerfung zwangen.
- Michael II. von Epirus profitierte davon und konnte dadurch Mittelalbanien und Ohrid zurückerobern. Auch die Provinz Akarnanien fiel Ende der 40er Jahre nach dem Tod des dortigen Fürsten Konstantin wieder an Epirus zurück.
- Das Kaiserreich Nikaia – nunmehr die dominierende Macht der Region – eroberte 1244 Thessaloniki und stellte seinerseits die Unabhängigkeit des Despotats Epirus in Frage. Neuerlich war es ein Glück im Unglück, das Epirus zugutekam: Die Mongolen waren 1241 nicht nur in Bulgarien eingebrochen, sondern hatten 1243 auch das Reich der Rum-Seldschuken zu einem Vasallen degradiert. Dies zwang Kaiser Johannes III., sich vorerst auf seine Ostgrenze zu konzentrieren.

### Verbannung
Nach der Hagiographie des Mönchs Job Jasites hatte sich Michael II. eine Geliebte namens Gangrene genommen und zwang seine Frau, obwohl sie mit dem späteren Erben schwanger war, den Hof zu verlassen, um ungestört mit seiner Geliebten zu leben. Theodora gehorchte, fand eine Unterkunft bei einem Priester und lebte jahrelang in Armut und Bescheidenheit ohne zu klagen. Sechs Jahre später soll sich Michael II. eines besseren besonnen haben und sie reumütig wieder als seine Frau angenommen haben.

### Heiratspolitik
Die exponierte Situation des Despotates Epirus angesichts der bestehenden Begehrlichkeiten mächtiger Nachbarn und die Notwendigkeit, eigene politische Fehler zu korrigieren zwangen Theodora und Michael II. zu einer ausgefeilten Heiratspolitik, die sich in den Ehen ihrer Kinder widerspiegelt, wobei wie der Abschnitt Ehe und Nachkommen zeigt, dank eines relativen Kinderreichtums praktisch alle Rivalen versorgt werden konnten.
Wie hoch der Einsatz dabei manchmal war, zeigen zwei Episoden:
In einem Friedensvertrag mit dem Kaiserreich Nikaia war 1249 vorgesehen, dass der voraussichtliche Erbe des Despotats, Nikephoros I. Komnenos Dukas Angelos Nikephoros, eine Enkelin von Kaiser Johannes III. heiraten sollte. Um persönlich zur Beseitigung wiederholter Spannungen beizutragen, beschloss Theodora 1256 ihren Sohn, Nikephoros auf seiner Reise nach Nikaia anlässlich seiner Vermählung mit Maria Dukaina Laskarina, der Tochter von Kaiser Theodor II. von Byzanz zu Nikaia zu begleiten. Diese fand mit angemessener Prunkentfaltung in der Kathedrale von Nikaia statt. Die Feiern endeten jedoch damit, dass man in Nikaia Theodora als Geisel so lange festhielt, bis die Stadt Durazzo an Nikaia ausgeliefert wurde.
Die zweite Episode betrifft die Ehe ihrer Tochter Helena Dukaina Angelina mit Manfred von Hohenstaufen König von Sizilien (1258–1266), außerehelicher Sohn des umstrittenen Kaisers Friedrich II. genannt „stupor mundi“ (das Staunen der Welt).
Formal erhielt sie eine gewaltige Aussteuer: die Insel Korfu und die Städte, Dyrrhachion, Valona und Berat. Tatsächlich war dies aber nichts als eine Verschleierung der Tatsache, dass der geschätzte Schwiegersohn in spe die gesamte albanische Küste vom Kap Rodon bis nach Butrint bereits widerrechtlich durch Eroberung an sich gebracht hatte und dafür mit der formellen Abtretung der Ländereien und mit einer lieblichen Braut „belohnt“ wurde.

### Nonne und Heilige
Nach dem Tode ihres Mannes wurde Theodora, der byzantinischen Tradition entsprechend Nonne und trat in das von ihr in Arta gestiftete St. Georgs-Kloster ein. Sie beendete ihr Leben im St. Georgs-Kloster und wurde dort auch begraben. Ihr Grab wurde bald zum Ziel zahlreicher Pilger, sodass sie schließlich von den orthodoxen Kirchen als Heilige verehrt wurde. Die von ihr erbaute Klosterkirche wurde daraufhin ihr geweiht. Ihr Fest wird am 11. März gefeiert.
Die ihr geweihte Kirche St. Theodora ist als einziger Teil der früheren umfangreichen Klosteranlage bis heute erhalten und stellt ein interessantes Beispiel byzantinischer Architektur des 13. Jahrhunderts dar.

## Ehe und Nachkommen
Theodora heiratete um 1231 Michael II. Komnenos Dukas Angelos (* 1205; † 1267/68), den Herrscher des Despotats Epirus, der ein außerehelicher Sohn von Michael I. Komnenos Dukas Angelos, des ersten Herren des Despotats von Epirus, war.
Kinder:
Aus dieser Ehe stammen sechs Kinder, darunter:
- Johannes Komnenos Dukas, wurde 1280 geblendet und gefangen genommen († durch Selbstmord 1281/89)

⚭ 1262 Ne Tornikaine, Tochter des Sebastokrators Konstantin Tornikes
- Nikephoros I. Komnenos Dukas Angelos (* um 1240; † 1296 nach dem 3. September), der 1267/68 auf seinen Vater Michael II. als Herrscher von Epirus folgte

⚭ 1.) 1256 Maria Dukaina Laskarina († 1258/59), Tochter von Kaiser Theodor II. Laskaris (eigentlich: Vatatzes!)
⚭ 2.) 1264 Anna Palaiologina Kantakuzene († nach 1313), Tochter des Johannes Kantakuzenos
- Demetrios Komnenos Dukas (genannt Michael „Kutrules“ nach dem Tod seines Vaters), trug den Titel „Despotes“, († verschollen nach 1304)

⚭ 1.) 1278 Anna Komnene Palaiologina (* um 1260; † 1299/1300), Tochter des Michael VIII. Dukas Komnenos Palaiologos Kaiser von Byzanz (1259–1261), seit 1261 wieder in Konstantinopel.
⚭ 2.) 1301 Anna von Bulgarien, Tochter des Georgi I. Terter Zar der Bulgaren
- Helena Dukaina Angelina, erhält als Mitgift Korfu, Dyrrhachion, Valona und Berat, (* 1242; † Lucera im Gefängnis Juli 1271).

⚭ Trani, 2. Juni 1259 König Manfred von Hohenstaufen König von Sizilien (1258–1266)
- Anna Komnene Doukaina († 4. Januar 1286),

⚭ 1.) um 1258 Wilhelm II. von Villehardouin Fürst von Achaia,
⚭ 2.) um 1279 Nikolaus II. von Saint-Omer, Fürst von Theben (1258–1294) und Bailly (Statthalter) des Fürstentums Achaia.